# Lijst van county's in Arkansas
De Amerikaanse staat Arkansas is onderverdeeld in 75 county's.

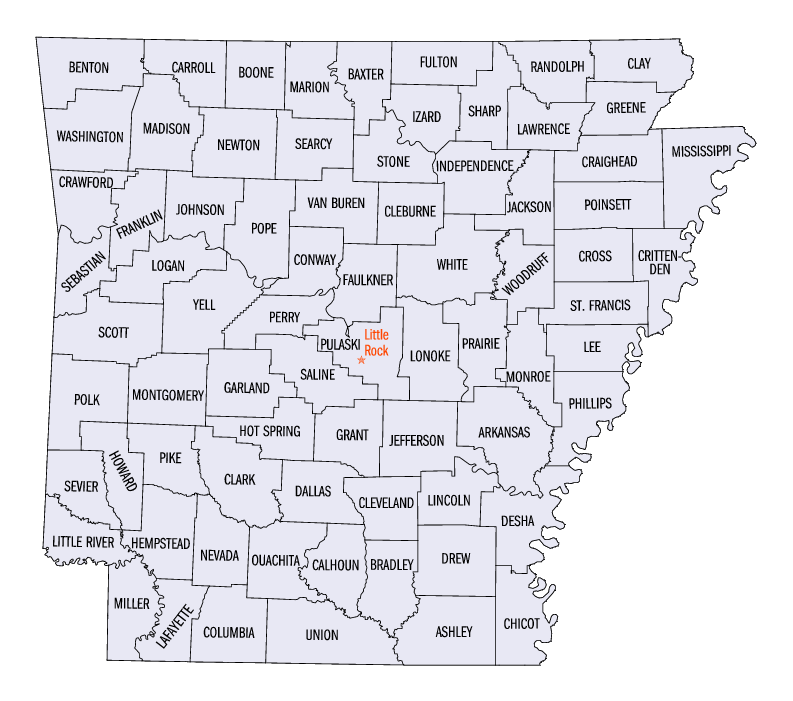
County's van Arkansas

| County       | Inwoners 1 juli 2007 | Hoofdplaats         | Inwoners 1 juli 2007 |
| ------------ | -------------------- | ------------------- | -------------------- |
| Arkansas     | 19.392               | De Witt             | 3281                 |
| Ashley       | 22.326               | Hamburg             | 2731                 |
| Baxter       | 41.950               | Mountain Home       | 12.457               |
| Benton       | 203.107              | Bentonville         | 33.744               |
| Boone        | 36.672               | Harrison            | 13.108               |
| Bradley      | 11.979               | Warren              | 6155                 |
| Calhoun      | 5535                 | Hampton             | 1498                 |
| Carroll      | 27.429               | Berryville          | 5193                 |
| Chicot       | 12.305               | Lake Village        | 2455                 |
| Clark        | 23.585               | Arkadelphia         | 10.833               |
| Clay         | 16.134               | Piggott Corning     | 3554 3365            |
| Cleburne     | 25.407               | Heber Springs       | 7180                 |
| Cleveland    | 8769                 | Rison               | 1303                 |
| Columbia     | 24.351               | Magnolia            | 11.154               |
| Conway       | 20.740               | Morrilton           | 6580                 |
| Craighead    | 91.552               | Jonesboro           | 63.190               |
| Crawford     | 59.031               | Van Buren           | 22.001               |
| Crittenden   | 52.103               | Marion              | 11.058               |
| Cross        | 18.685               | Wynne               | 8364                 |
| Dallas       | 8249                 | Fordyce             | 4287                 |
| Desha        | 13.799               | Arkansas City       | 531                  |
| Drew         | 18.745               | Monticello          | 9355                 |
| Faulkner     | 104.865              | Conway              | 57.006               |
| Franklin     | 18.157               | Ozark               | 3557                 |
| Fulton       | 11.752               | Salem               | 1553                 |
| Garland      | 96.371               | Hot Springs         | 39.064               |
| Grant        | 17.460               | Sheridan            | 4602                 |
| Greene       | 40.397               | Paragould           | 24.505               |
| Hempstead    | 23.226               | Hope                | 10.478               |
| Hot Spring   | 31.850               | Malvern             | 8957                 |
| Howard       | 13.997               | Nashville           | 4763                 |
| Independence | 34.566               | Batesville          | 9504                 |
| Izard        | 12.978               | Melbourne           | 1684                 |
| Jackson      | 17.219               | Newport             | 7524                 |
| Jefferson    | 78.986               | Pine Bluff          | 50.667               |
| Johnson      | 24.747               | Clarksville         | 8517                 |
| Lafayette    | 7760                 | Lewisville          | 1159                 |
| Lawrence     | 16.860               | Walnut Ridge        | 4671                 |
| Lee          | 10.859               | Marianna            | 4425                 |
| Lincoln      | 13.729               | Star City           | 2241                 |
| Little River | 12.812               | Ashdown             | 4446                 |
| Logan        | 22.599               | Booneville Paris    | 4075 3622            |
| Lonoke       | 63.562               | Lonoke              | 4508                 |
| Madison      | 15.420               | Huntsville          | 2367                 |
| Marion       | 16.629               | Yellville           | 1356                 |
| Miller       | 42.662               | Texarkana           | 29.624               |
| Mississippi  | 46.664               | Blytheville Osceola | 16.076 7874          |
| Monroe       | 8712                 | Clarendon           | 1708                 |
| Montgomery   | 9048                 | Mount Ida           | 944                  |
| Nevada       | 9376                 | Prescott            | 4459                 |
| Newton       | 8339                 | Jasper              | 485                  |
| Ouchita      | 26.068               | Camden              | 11.657               |
| Perry        | 10.391               | Perryville          | 1451                 |
| Phillips     | 22.035               | Helena              | 12.426               |
| Pike         | 10.791               | Murfreesboro        | 1668                 |
| Poinsett     | 24.850               | Harrisburg          | 2117                 |
| Polk         | 20.197               | Mena                | 5588                 |
| Pope         | 58.961               | Russellville        | 26.700               |
| Prairie      | 8739                 | Des Arc             | 1742                 |
| Pulaski      | 373.911              | Little Rock         | 187.452              |
| Randolph     | 18.089               | Pocahontas          | 6703                 |
| Saline       | 96.212               | Benton              | 28.352               |
| Scott        | 11.304               | Waldron             | 3589                 |
| Searcy       | 8087                 | Marshall            | 1267                 |
| Sebastian    | 121.766              | Fort Smith          | 84.375               |
| Sevier       | 16.325               | De Queen            | 5883                 |
| Sharp        | 17.848               | Ash Flat            | 1031                 |
| St. Francis  | 26.900               | Forrest City        | 13.540               |
| Stone        | 11.971               | Mountain View       | 3063                 |
| Union        | 43.230               | El Dorado           | 19.891               |
| Van Buren    | 16.507               | Clinton             | 2376                 |
| Washington   | 194.292              | Fayetteville        | 72.208               |
| White        | 73.441               | Searcy              | 21.749               |
| Woodruff     | 7649                 | Augusta             | 2316                 |
| Yell         | 21.786               | Danville            | 2463                 |

Alabama · Alaska · Arizona · Arkansas · Californië · Colorado · Connecticut · Delaware · Florida · Georgia · Hawaï · Idaho · Illinois · Indiana · Iowa · Kansas · Kentucky · Louisiana · Maine · Maryland · Massachusetts · Michigan · Minnesota · Mississippi · Missouri · Montana · Nebraska · Nevada · New Hampshire · New Jersey · New Mexico · New York · North Carolina · North Dakota · Ohio · Oklahoma · Oregon · Pennsylvania · Rhode Island · South Carolina · South Dakota · Tennessee · Texas · Utah · Vermont · Virginia · Washington · West Virginia · Wisconsin · Wyoming